# Akademický senát Univerzity Karlovy
Akademický senát Univerzity Karlovy je samosprávný zastupitelský akademický orgán univerzity složený ze 70 členů. Vznikl až v demokratickém zřízení po sametové revoluci proběhlé roku 1989. Do současné podoby se transformoval z Akademické rady, která začala fungovat 12. ledna 1990 a jejímž prvním předsedou se stal pozdější rektor Ivan Wilhelm. Změna názvu z akademické rady na akademický senát se uskutečnila 9. března 1990.

## Pravomoce
Pravomoce akademického senátu vychází ze zákonů České republiky a interních dokumentů univerzity, především pak ze Statutu Univerzity Karlovy v Praze a Volebního a jednacího řádu akademického senátu.
Senát volí kandidáta na rektora, schvaluje návrhy na jmenování a odvolání členů vědecké rady, které činí rektor a projednává jeho návrhy na jmenování a odvolání prorektorů a kvestora, jedná se o nejvyšší legislativní orgán. Schvaluje rozpočet, dlouhodobý záměr, výroční zprávy a organizační změny v rámci univerzity, např. zřizování, slučování, zrušení fakult nebo částí univerzity, dále kontroluje hospodaření a může také podat návrh na odvolání rektora.

## Charakteristika
Tvoří ho 70 zástupců, 34 studentů (2 z každé fakulty), 34 pedagogů (2 z každé fakulty) a další 2 zástupci z ostatních pracovišť univerzity, kteří jsou voleni na tříleté funkční období. Volba do 1/3 senátu probíhá každý rok v listopadu na 1/3 fakult univerzity. Volební právo mají všichni členové akademické obce.
V čele senátu stojí šestičlenné předsednictvo, jehož součástí je předseda a místopředseda. Protože se každý rok mění 1/3 členů, tak jeho volba probíhá každoročně. V senátu jsou ustaveny pracovní komise.
Sídlem senátu je Karolinum

## Složení předsednictva
Funkční období předsednictva senátu je jeden rok. Tajná volba probíhá vždy v únoru na ustavujícím zasedání. Předseda je volen od 20. dubna 1990.
| funkční období    | předseda                             | fakulta | místopředseda            | fakulta | člen předsednictva                  | fakulta | člen předsednictva                 | fakulta | člen předsednictva             | fakulta | člen předsednictva                 | fakulta |
| ----------------- | ------------------------------------ | ------- | ------------------------ | ------- | ----------------------------------- | ------- | ---------------------------------- | ------- | ------------------------------ | ------- | ---------------------------------- | ------- |
| 1990–1991         | prof. Ing. Ivan Wilhelm, CSc.        | MFF     | —                        | —       | —                                   | —       | —                                  | —       | —                              | —       | —                                  | —       |
| 1991–1992         | prof. Ing. Ivan Wilhelm, CSc.        | MFF     | —                        | —       | —                                   | —       | —                                  | —       | —                              | —       | —                                  | —       |
| 1992–1993         | prof. Ing. Ivan Wilhelm, CSc.        | MFF     | —                        | —       | —                                   | —       | —                                  | —       | —                              | —       | —                                  | —       |
| 1993 (do 1. září) | doc. MUDr. Petr Hach, CSc.           | 1. LF   | —                        | —       | —                                   | —       | —                                  | —       | —                              | —       | —                                  | —       |
| 1993–1994         | prof. MUDr. Pravoslav Stránský, CSc. | LF HK   | —                        | —       | —                                   | —       | —                                  | —       | —                              | —       | —                                  | —       |
| 1994–1995         | prof. MUDr. Pravoslav Stránský, CSc. | LF HK   | —                        | —       | —                                   | —       | —                                  | —       | —                              | —       | —                                  | —       |
| 1995–1996         | prof. MUDr. Pravoslav Stránský, CSc. | LF HK   | —                        | —       | —                                   | —       | —                                  | —       | —                              | —       | —                                  | —       |
| 1996–1997         | prof. MUDr. Pravoslav Stránský, CSc. | LF HK   | —                        | —       | —                                   | —       | —                                  | —       | —                              | —       | —                                  | —       |
| 1997–1998         | prof. RNDr. Jan Bednář, CSc.         | MFF     | —                        | —       | —                                   | —       | —                                  | —       | —                              | —       | —                                  | —       |
| 1998–1999         | prof. RNDr. Jan Bednář, CSc.         | MFF     | —                        | —       | —                                   | —       | —                                  | —       | —                              | —       | —                                  | —       |
| 1999–2000         | prof. RNDr. Jan Bednář, CSc.         | MFF     | —                        | —       | —                                   | —       | —                                  | —       | —                              | —       | —                                  | —       |
| 2000–2001         | doc. MUDr. Vladimír Geršl, CSc.      | LF HK   | —                        | —       | —                                   | —       | —                                  | —       | —                              | —       | —                                  | —       |
| 2001–2002         | doc. MUDr. Vladimír Geršl, CSc.      | LF HK   | —                        | —       | —                                   | —       | —                                  | —       | —                              | —       | —                                  | —       |
| 2002–2003         | prof. RNDr. Václav Hampl, DrSc.      | 2. LF   | —                        | —       | —                                   | —       | —                                  | —       | —                              | —       | —                                  | —       |
| 2003–2004         | prof. RNDr. Václav Hampl, DrSc.      | 2. LF   | —                        | —       | —                                   | —       | —                                  | —       | —                              | —       | —                                  | —       |
| 2004–2005         | prof. RNDr. Václav Hampl, DrSc.      | 2. LF   | —                        | —       | —                                   | —       | —                                  | —       | —                              | —       | —                                  | —       |
| 2005–2006         | prof. RNDr. Jan Hála, DrSc.          | MFF     | —                        | —       | —                                   | —       | —                                  | —       | —                              | —       | —                                  | —       |
| 2006–2007         | prof. RNDr. Jan Hála, DrSc.          | MFF     | —                        | —       | —                                   | —       | —                                  | —       | —                              | —       | —                                  | —       |
| 2007–2008         | prof. RNDr. Jan Hála, DrSc.          | MFF     | —                        | —       | —                                   | —       | —                                  | —       | —                              | —       | —                                  | —       |
| 2008–2009         | prof. RNDr. Jan Hála, DrSc.          | MFF     | —                        | —       | —                                   | —       | —                                  | —       | —                              | —       | —                                  | —       |
| 2009–2010         | prof. RNDr. Jan Hála, DrSc.          | MFF     | —                        | —       | —                                   | —       | —                                  | —       | —                              | —       | —                                  | —       |
| 2010–2011         | prof. RNDr. Jan Hála, DrSc.          | MFF     | —                        | —       | —                                   | —       | —                                  | —       | —                              | —       | —                                  | —       |
| 2011–2012         | prof. RNDr. Jan Hála, DrSc.          | MFF     | —                        | —       | —                                   | —       | —                                  | —       | —                              | —       | —                                  | —       |
| 2012–2013         | prof. RNDr. Jan Hála, DrSc.          | MFF     | —                        | —       | —                                   | —       | —                                  | —       | —                              | —       | —                                  | —       |
| 2013–2014         | prof. RNDr. Jan Hála, DrSc.          | MFF     | —                        | —       | —                                   | —       | —                                  | —       | —                              | —       | —                                  | —       |
| 2014–2015         | PhDr. Tomáš Nigrin, Ph.D.            | FSV     | Bc. Martin Holý          | HTF     | prof. MUDr. Zuzana Červinková, CSc. | LF HK   | MUDr. Josef Fontana                | 3. LF   | JUDr. Ing. Josef Staša, CSc.   | PF      | doc. Ing. František Zahálka, Ph.D. | FTVS    |
| 2015–2016         | PhDr. Tomáš Nigrin, Ph.D.            | FSV     | Mgr. Martin Holý         | HTF     | prof. MUDr. Zuzana Červinková, CSc. | LF HK   | JUDr. Ing. Josef Staša, CSc.       | PF      | Mgr. Roman Šolc                | PřF     | doc. Ing. František Zahálka, Ph.D. | FTVS    |
| 2016–2017         | PhDr. Tomáš Nigrin, Ph.D.            | FSV     | Mgr. David Hurný         | PřF     | prof. MUDr. Zuzana Červinková, CSc. | LF HK   | Jakub Polách                       | 3. LF   | JUDr. Ing. Josef Staša, CSc.   | PF      | doc. Ing. František Zahálka, Ph.D. | FTVS    |
| 2017–2018         | PhDr. Tomáš Nigrin, Ph.D.            | FSV     | Mgr. et Mgr. David Hurný | PřF     | Mgr. Peter Korcsok                  | MFF     | prof. MUDr. Zuzana Moťovská, Ph.D. | 3. LF   | JUDr. Ing. Josef Staša, CSc.   | PF      | doc. Ing. František Zahálka, Ph.D. | FTVS    |
| 2018–2019         | doc. PhDr. Tomáš Nigrin, Ph.D.       | FSV     | Mgr. et Mgr. David Hurný | PřF     | Mgr. Peter Korcsok                  | MFF     | prof. MUDr. Zuzana Moťovská, Ph.D. | 3. LF   | JUDr. Ing. Josef Staša, CSc.   | PF      | doc. Ing. František Zahálka, Ph.D. | FTVS    |
| 2019–2020         | prof. Ing. František Zahálka, Ph.D.  | FTVS    | Mgr. et Mgr. David Hurný | PřF     | prof. MUDr. Zuzana Moťovská, Ph.D.  | 3. LF   | doc. PhDr. Tomáš Nigrin, Ph.D.     | FSV     | Mgr. David Pavlorek            | FF      | JUDr. Ing. Josef Staša, CSc.       | PF      |
| 2020–2021         | prof. Ing. František Zahálka, Ph.D.  | FTVS    | Mgr. et Mgr. David Hurný | PřF     | MUDr. Anna Malečková                | LFP     | prof. MUDr. Zuzana Moťovská, Ph.D. | 3. LF   | doc. PhDr. Tomáš Nigrin, Ph.D. | FSV     | JUDr. Ing. Josef Staša, CSc.       | PF      |
| 2021–2022         | prof. Ing. František Zahálka, Ph.D.  | FTVS    | Mgr. et Mgr. David Hurný | PřF     | MUDr. Anna Malečková                | LFP     | prof. MUDr. Zuzana Moťovská, Ph.D. | 3. LF   | doc. PhDr. Tomáš Nigrin, Ph.D. | FSV     | JUDr. Ing. Josef Staša, CSc.       | PF      |
| 2022–2023         | prof. Ing. František Zahálka, Ph.D.  | FTVS    | Mgr. Eliška Voříšková    | FaF     | doc. Dr. Phil. Mgr. Pavel Himl      | FHS     | prof. MUDr. Zuzana Moťovská, Ph.D. | 3. LF   | Bc. Terezie Remencová          | HTF     | JUDr. Ing. Josef Staša, CSc.       | PF      |
| 2023–2024         | prof. Ing. František Zahálka, Ph.D.  | FTVS    | Mgr. Eliška Voříšková    | FaF     | Mgr. Andrej Farkaš                  | MFF     | prof. MUDr. Zuzana Moťovská, Ph.D. | 3. LF   | JUDr. Ing. Josef Staša, CSc.   | PF      | Bc. Veronika Vohlídková            | PedF    |
| 2024–2025         | JUDr. Ing. Josef Staša, CSc.         | PF      | RNDr. Andrej Farkaš      | MFF     | Karel Mikulčák                      | LFP     | prof. MUDr. Zuzana Moťovská, Ph.D. | 3. LF   | Mgr. Karel Šima, Ph.D.         | FF      | Bc. Veronika Vohlídková            | PedF    |
| 2025–2026         | JUDr. Ing. Josef Staša, CSc.         | PF      | RNDr. Andrej Farkaš      | MFF     | PharmDr. Eduard Jirkovský, Ph.D.    | FaF     | Mgr. Ondřej Kříž                   | KTF     | Veronika Novotná               | FSV     | Mgr. Karel Šima, Ph.D.             | FF      |